# Paphiopedilum helenae
Paphiopedilum helenae är en orkidéart som beskrevs av Leonid Vladimirovitj Averjanov. Paphiopedilum helenae ingår i släktet Paphiopedilum och familjen orkidéer. Inga underarter finns listade i Catalogue of Life.

## Bildgalleri

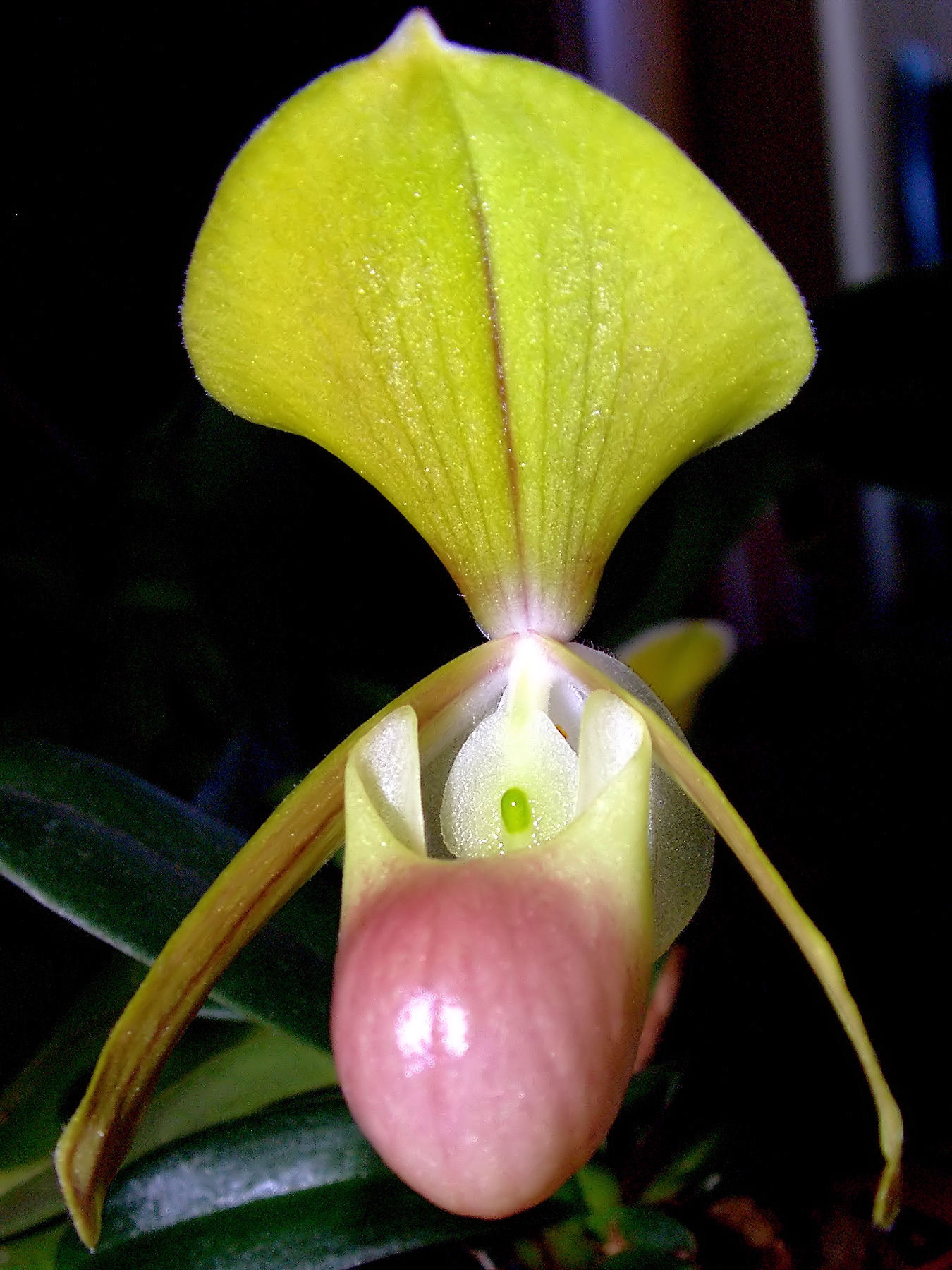